# Innerbergets naturreservat
Innerbergets naturreservat är ett naturreservat i Ragunda kommun i Jämtlands län.
Området är naturskyddat sedan 2024 och är 62 hektar stort. Reservatet ligger sydost om Ragunda på och omkring berget med samma namn och består av naturskog av både tall och gran.